# John Swigert

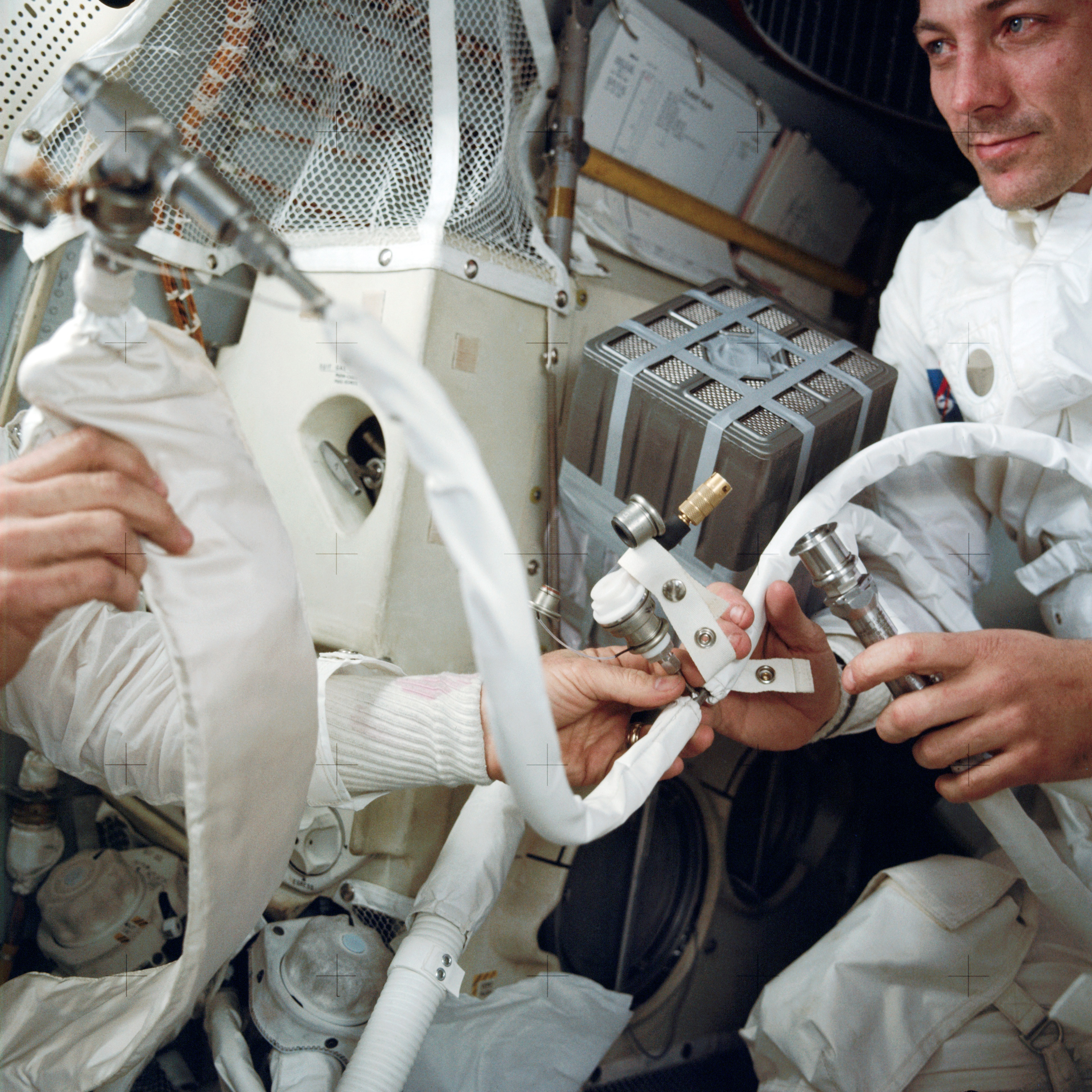
Jack Swigert na pokładzie statku Apollo 13

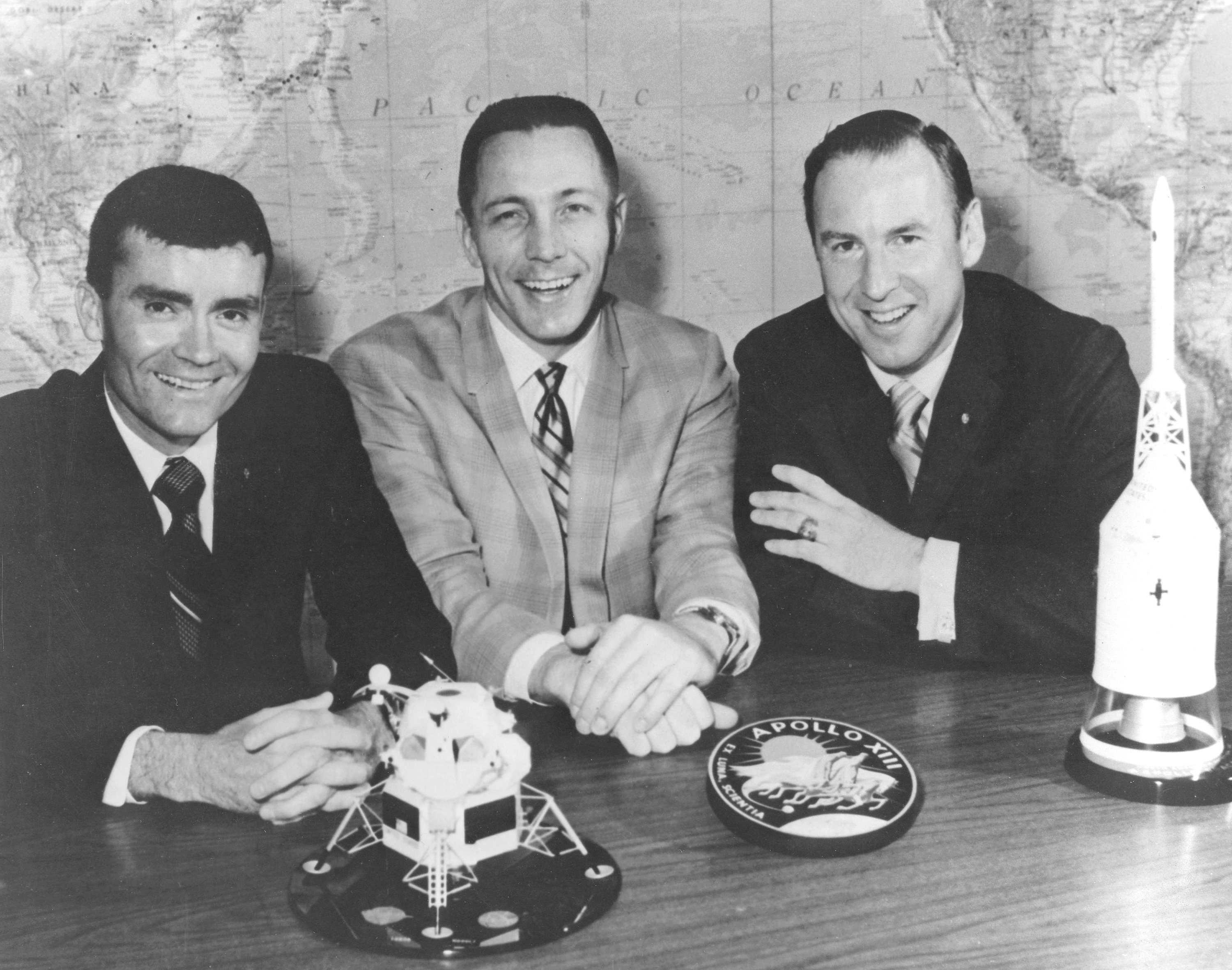
Konferencja prasowa załogi Apollo 13 po zakończonej misji. Od lewej: Fred Haise, Jack Swigert i Jim Lovell

John Leonard „Jack” Swigert, Jr. (ur. 30 sierpnia 1931 w Denver, zm. 27 grudnia 1982 w Waszyngtonie) – amerykański astronauta, inżynier, pilot wojskowy i doświadczalny, członek elekt Izby Reprezentantów Stanów Zjednoczonych z ramienia Partii Republikańskiej (Stany Zjednoczone).

## Wykształcenie i służba wojskowa
Szkołę średnią (East High School) ukończył w Denver w Kolorado.
- 1953 – uzyskał licencjat z mechaniki na Uniwersytecie Kolorado (University of Colorado).
- Później wstąpił do Sił Powietrznych Stanów Zjednoczonych. Szkolenie lotnicze odbył w bazie Nellis w Nevadzie. Do 1956 jako pilot myśliwca służył w Japonii i Korei Południowej.
- 1957–1964 – był inżynierem i pilotem doświadczalnym w zakładach Pratt & Whitney.
- 1957–1960 – był pilotem korpusu lotniczego Gwardii Narodowej stanu Massachusetts (Massachusetts Air National Guard).
- 1960–1965 – był pilotem korpusu lotniczego Gwardii Narodowej stanu Connecticut (Connecticut Air National Guard).
- 1964–1966 – był inżynierem i pilotem doświadczalnym firmy North American Aviation, Inc.
- 1965 – uzyskał tytuł magistra aeronautyki i astronautyki w Rensselaer Polytechnic Institute.
- 1967 – uzyskał tytuł magistra zarządzania na Uniwersytecie Hartford (University of Hartford).

Jako pilot wylatał ponad 7200 godzin, z czego 5725 na samolotach z napędem odrzutowym.

## Kariera astronauty
- 4 kwietnia 1966 – zakwalifikował się do piątej grupy astronautów NASA (NASA 5(inne języki)).
- Październik 1968 – podczas lotu statku Apollo 7 utrzymywał łączność radiową (CapCom) z załogą pracującą na orbicie.
- 1969 – otrzymał przydział do załogi rezerwowej misji Apollo 13 jako pilot modułu dowodzenia.
- Kwiecień 1970 – na 72 godziny przed startem statku Apollo 13 został przesunięty do załogi podstawowej, zastępując w niej pilota modułu dowodzenia – Thomasa Mattingly’ego.
- 11–17 kwietnia 1970 – uczestniczył w misji Apollo 13.
- Kwiecień 1973 – opuścił szeregi NASA.

### Apollo 13
Apollo 13 wystartował 11 kwietnia 1970. W skład załogi wchodzili: James Lovell – dowódca misji, Swigert – pilot modułu dowodzenia „Odyssey” (na trzy dni przed startem zastąpił Thomasa Mattingly’ego, podejrzewano bowiem, że podczas lotu może zachorować na różyczkę) i Fred Haise – pilot modułu księżycowego „Aquarius”. Celem misji było lądowanie Lovella i Haise’a na Księżycu w okolicy krateru Fra Mauro.
13 kwietnia 1970 w drodze do Księżyca i odległości 328 000 km od Ziemi w module serwisowym Apolla 13 eksplodował zbiornik z tlenem. W Houston usłyszano wówczas pamiętne: „Houston, mieliśmy problem” (Houston, we’ve had a problem). W rezultacie kolejne lądowanie człowieka na Srebrnym Globie okazało się niemożliwe. Najistotniejszym problemem stało się bezpieczne sprowadzenie załogi na Ziemię. Astronauci, wykorzystując moduł księżycowy i jego zapasy powietrza oraz akumulatory, okrążyli Księżyc i skierowali statek w kierunku Ziemi. Po licznych perypetiach 17 kwietnia pomyślnie wodowali na Oceanie Spokojnym. Była to prawdopodobnie najtrudniejsza misja w historii lotów załogowych zarówno dla załogi, jak i Centrum Kontroli Lotów.
Załoga Apollo 13 wciąż zachowuje rekord największej odległości od Ziemi (400 171 km), na jaką oddalili się astronauci w statku kosmicznym.

## Po opuszczeniu NASA
W latach 1973–1977 – był dyrektorem wykonawczym Komitetu Nauki i Techniki (Committee on Science and Technology) Izby Reprezentantów w Kongresie Stanów Zjednoczonych, a w latach 1979–1982 był wiceprezesem firmy B.D.M. Corporation.
W 1978 bez powodzenia startował w prawyborach Partii Republikańskiej wyłaniających kandydata na senatora z Kolorado. W 1982 został wybrany do Izby Reprezentantów Stanów Zjednoczonych. Zmarł na raka kości przed objęciem funkcji.

## Odznaczenia i nagrody
- Prezydencki Medal Wolności (1970)
- NASA Distinguished Service Medal (1970)
- AIAA Haley Astronautics Award (1971)
- Wprowadzenie do Panteonu Sławy Astronautów Stanów Zjednoczonych (United States Astronaut Hall of Fame) (1988)
- Universal Astronaut Insignia za lot orbitalny (nr 45, pośmiertnie) – Stowarzyszenie Uczestników Lotów Kosmicznych (Association of Space Explorers(inne języki))[2]

## Dane lotu
| Data startu                                                              | Data lądowania   | Statek kosmiczny | Funkcja                 | Czas trwania                           |
| ------------------------------------------------------------------------ | ---------------- | ---------------- | ----------------------- | -------------------------------------- |
| 11 kwietnia 1970                                                         | 17 kwietnia 1970 | Apollo 13        | Pilot modułu dowodzenia | 5 dni 22 godziny 54 minuty i 41 sekund |
| Łączny czas spędzony w kosmosie – 5 dni 22 godziny 54 minuty i 41 sekund |                  |                  |                         |                                        |